# Baby's in Black
Pistes de Beatles for Sale
I'm a Loser Rock and Roll Music
Baby's in Black est une chanson des Beatles parue sur leur 4e album, Beatles for Sale le 4 décembre 1964. Elle a été composée par John Lennon et Paul McCartney. La chanson est une complainte au sujet d'une femme en noir qui ne pense qu'à un homme qui ne reviendra pas, au grand dam du chanteur qui, lui, ne pense qu'à elle. Certains auteurs spéculent que cette chanson ferait allusion à Astrid Kirchherr, endeuillée à la suite de la mort prématurée de son amoureux et ancien membre du groupe, Stuart Sutcliffe.
Outre sa publication sur un des albums du groupe, Baby's in Black a également été interprétée pendant près de deux ans durant les tournées internationales des Beatles. Une version live a également eu l'honneur de figurer en face B du single inédit Real Love sorti en 1995. Elle a également fait l'objet de quelques reprises.

## Genèse
Baby's in Black est composée par John Lennon et Paul McCartney durant les temps forts de la Beatlemania, alors que les Beatles subissent un rythme de travail harassant : tournage de film, enregistrements et concerts à répétitions. Ce sentiment d'épuisement transparaît ainsi dans l'album dont elle est issue, Beatles for Sale. À cette époque, le duo de compositeurs arrive encore facilement à composer ensemble, Lennon expliquant dans une interview de 1980 qu'elle a été « écrite ensemble dans la même chambre ».
Si la chanson peut, à première lecture, être considérée comme une simple complainte amoureuse au sujet d'une femme intéressée par un autre homme au grand désespoir du chanteur, l'auteur Craig Cross lui attribue un sens plus subtil. La « fille en noir » de la chanson serait en réalité Astrid Kirchherr, photographe et artiste allemande que les Beatles avaient rencontré lors de leurs débuts à Hambourg. Celle-ci était tombée amoureuse de leur bassiste de l'époque, Stuart Sutcliffe, mort prématurément d'une hémorragie cérébrale à l'âge de 21 ans, en 1962. Lennon avait alors joué un rôle décisif en encourageant la jeune fille désespérée, lui disant notamment : « soit tu vis, soit tu meurs, tu ne peux pas rester au milieu ».

## Enregistrement
Baby's in Black est la première chanson enregistrée pour l'album Beatles for Sale, le 11 août 1964 en fin de journée dans les studios EMI. Quatorze prises ont été réalisées, la plupart étant rapidement arrêtés après les premières notes. Le plus dur en effet est d'obtenir une note de trémolo introduisant la chanson, jouée à la guitare par George Harrison, et qui nécessite nombre d'essais avant que le groupe ne soit satisfait.
Le vendredi 14 août, après un enregistrement de I'm a Loser, un mixage des deux chansons est entrepris, mais finalement jugé trop mauvais. La chanson est finalement mixée en mono le 26 octobre, en présence des Beatles, ce qui est alors encore rare, et en stéréo le 4 novembre.

## Interprètes
- John Lennon : chant, guitare rythmique acoustique
- Paul McCartney : chant, guitare basse
- George Harrison : guitare solo
- Ringo Starr : batterie

## Parution

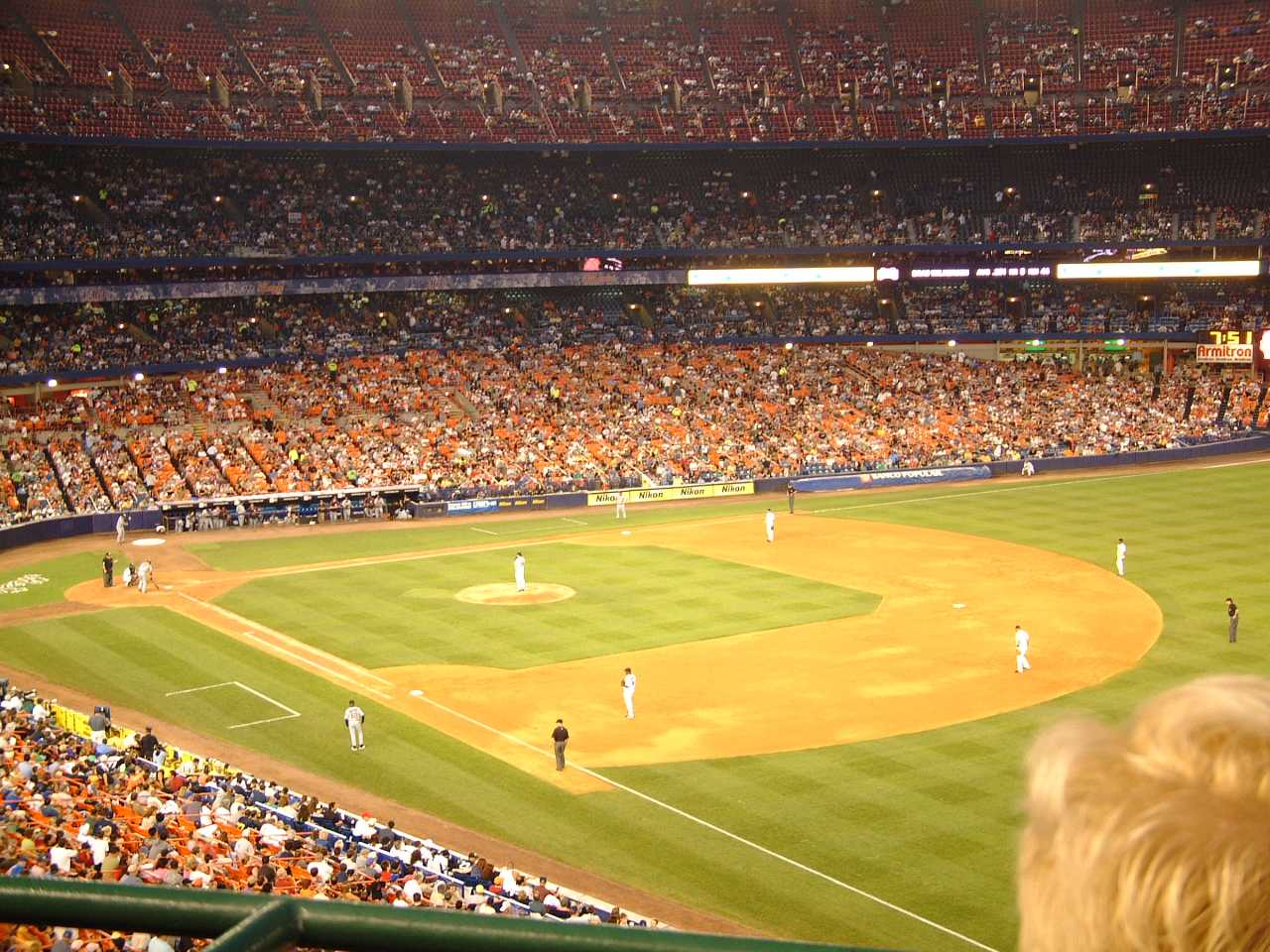
Baby's in Black fait partie des chansons interprétées durant le concert du groupe au Shea Stadium en 1965.

Baby's in Black sort pour la première fois sur l'album Beatles for Sale au Royaume-Uni le 4 décembre 1964. Aux États-Unis, les albums sont organisés différemment, au grand dam du groupe, et la chanson prend place sur Beatles '65.
Baby's in Black a fait partie du répertoire de tournée du groupe entre fin 1964 et 1966. Les Beatles l'interprétaient après Rock and Roll Music et She's a Woman, McCartney l'introduisant souvent en annonçant : « And now for something different » (« Et maintenant, quelque chose de différent. »). La chanson a ainsi été au programme de concerts mythiques des Fab For comme celui du Shea Stadium (1965) ou ceux du Budokan de Tokyo (1966).
Singles de The Beatles
Free as a Bird / Christmas Time (Is Here Again)
(1995) Now and Then / Love Me Do
(2023)
En 1995, une version live de la chanson, enregistrée le 30 août 1965 et greffée à l'introduction de John Lennon enregistrée la veille, est publiée en face B du single Real Love et en deuxième position sur le E.P. publiés dans le cadre du projet Anthology. Cet enregistrement a été effectué lors des concerts qui ont été endisqués en 1977 sous le titre The Beatles at the Hollywood Bowl mais celui-ci n’apparaissait pas sur le microsillon. Cette prestation sera rajoutée en titre bonus à la réédition de ce disque en septembre 2016 intitulé The Beatles: Live at the Hollywood Bowl, cette fois avec l'introduction originale du 30 août.

### Publication en France
La chanson arrive en France en mai 1965 sur la face A d'un 45 tours EP (« super 45 tours ») titré Les Beatles ; elle est accompagnée  de Ticket to Ride. Sur la face B figurent I Don't Want to Spoil the Party et Yes It Is. La photo de la pochette met en scène le groupe habillé en Inuits, elle a été prise au Hammersmith Odeon pour leur spectacle de Noël de 1964,.

## Analyse musicale
La chanson se compose sur un tempo en trois temps, que Lennon rapprochait d'une valse, notamment lorsqu'il annonçait la chanson au cours de concerts à Paris. La structure musicale est assez élaborée, puisque la chanson comporte refrain, pont et solo de guitare par George Harrison. Baby's in Black est une chanson aux tonalités particulièrement tristes par rapport aux autres compositions du groupe à l'époque, et possède des caractéristiques de blues, et, selon Richie Unterberger du site AllMusic, de country western.
Cette sonorité plus morose était voulue : en 1994, Paul McCartney l'a confirmé en interview : « Nous voulions écrire quelque chose de plus sombre, de plus bluesy. » Les paroles de la chanson jouent également sur la couleur, avec le vers « Baby's in black and I'm feeling blue » (« Bébé est en noir, et je me sens « bleu » [au sens de coup de blues] ») . Ce jeu est quelque temps plus tard repris par Lennon sur Yes It Is, avec le vers « For red is the colour that will make me blue » (« car le rouge est la couleur qui me rendra « bleu » [même sens que précédemment] ».

## Reprises
Plusieurs reprises de Baby's in Black ont vu le jour. En 1965, les Charles River Valley Boys l'ont interprétée sur un album de reprises des Beatles. Elle a aussi été chantée la même année par The Applejacks. Rubén Blades l'a également reprises sur son album Amor Y Control en 1992.